# Mistrzostwa Ameryki Południowej w Piłce Siatkowej Kobiet 2023
XXXV Mistrzostwa Ameryki Południowej w piłce siatkowej kobiet były rozgrywane w dniach 19-23 sierpnia 2023 roku w brazylijskim mieście Recife. W rozgrywkach wystartowało 5 reprezentacji narodowych. Tytuł sprzed dwóch lat obroniły Brazylijki. Srebrne medale wywalczyły reprezentantki Argentyny, a brązowe - Kolumbii.
Turniej pełnił dodatkową rolę kwalifikacji do Mistrzostw Świata 2025.

## System rozgrywek
W turnieju pięć drużyn rozegrało ze sobą po jednym meczu systemem kołowym. Pozycja każdej reprezentacji po zakończeniu fazy grupowej była jednocześnie pozycją w końcowej klasyfikacji.
Za zwycięstwo drużyna otrzymywała 3 punkty (3:0 lub 3:1) lub 2 punkty (3:2), a za porażkę 1 punkt (2:3) lub 0 punktów (1:3 lub 0:3).
O kolejności w tabeli decydowały kolejno:
- liczba wygranych meczów,
- liczba punktów,
- stosunek setów,
- stosunek małych punktów
- wynik meczów bezpośrednich.

Mistrz, Wicemistrz i brązowy medalista Mistrzostw Ameryki Południowej otrzymał kwalifikację na Mistrzostwa Świata 2025.

## Uczestnicy
Argentyna
 Brazylia
 Chile
 Kolumbia
 Peru

## Rozgrywki

### Faza grupowa
| Lp. | Drużyna   | Mecze | Mecze   | Mecze   | Pkt | Sety | Sety | Sety  | Małe punkty | Małe punkty | Małe punkty |
| Lp. | Drużyna   | M     | W (3:2) | P (2:3) | Pkt | wyg. | prz. | ratio | zdob.       | str.        | ratio       |
| --- | --------- | ----- | ------- | ------- | --- | ---- | ---- | ----- | ----------- | ----------- | ----------- |
| 1   | Brazylia  | 4     | 4 (0)   | 0 (0)   | 12  | 12   | 0    | MAX   | 300         | 196         | 1.531       |
| 2   | Argentyna | 4     | 3 (0)   | 1 (0)   | 9   | 9    | 4    | 2.250 | 304         | 291         | 1.045       |
| 3   | Kolumbia  | 4     | 2 (0)   | 2 (0)   | 6   | 6    | 7    | 0.857 | 302         | 279         | 1.082       |
| 4   | Chile     | 4     | 1 (1)   | 3 (0)   | 2   | 3    | 11   | 0.273 | 253         | 329         | 0.769       |
| 5   | Peru      | 4     | 0 (0)   | 4 (1)   | 1   | 4    | 12   | 0.333 | 305         | 369         | 0.827       |

Źródło: live.app.fivb.com
Punktacja: 3:0 i 3:1 – 3 pkt; 3:2 – 2 pkt; 2:3 – 1 pkt; 1:3 i 0:3 – 0 pkt
Zasady ustalania kolejności: 1. liczba zwycięstw; 2. liczba punktów; 3. stosunek setów; 4. stosunek małych punktów; 5. bilans w bezpośrednich meczach
| Data  | Godz. | Drużyna 1 | Wynik | Drużyna 2 | 1     | 2     | 3     | 4     | 5     | Widzów | *  |
| ----- | ----- | --------- | ----- | --------- | ----- | ----- | ----- | ----- | ----- | ------ | -- |
| 19.08 | 18:00 | Argentyna | 3:1   | Peru      | 25:16 | 24:26 | 25:23 | 25:19 |       |        | 1  |
| 19.08 | 20:30 | Brazylia  | 3:0   | Chile     | 25:13 | 25:11 | 25:21 |       |       |        | 2  |
| 20.08 | 16:00 | Chile     | 0:3   | Kolumbia  | 10:25 | 24:26 | 13:25 |       |       |        | 3  |
| 20.08 | 18:30 | Brazylia  | 3:0   | Argentyna | 25:17 | 25:16 | 25:17 |       |       |        | 4  |
| 21.08 | 18:00 | Peru      | 1:3   | Kolumbia  | 25:20 | 17:25 | 15:25 | 20:25 |       |        | 5  |
| 21.08 | 20:30 | Chile     | 0:3   | Argentyna | 23:25 | 23:25 | 15:25 |       |       |        | 6  |
| 22.08 | 18:00 | Argentyna | 3:0   | Kolumbia  | 25:20 | 29:27 | 26:24 |       |       |        | 7  |
| 22.08 | 20:30 | Brazylia  | 3:0   | Peru      | 25:14 | 25:18 | 25:9  |       |       |        | 8  |
| 23.08 | 18:00 | Peru      | 2:3   | Chile     | 23:25 | 25:23 | 17:25 | 25:12 | 13:15 |        | 9  |
| 23.08 | 20:30 | Brazylia  | 3:0   | Kolumbia  | 25:19 | 25:22 | 25:19 |       |       |        | 10 |

## Klasyfikacja końcowa
| Miejsce | Reprezentacja | Uwagi                            |
| ------- | ------------- | -------------------------------- |
| złoto   | Brazylia      | Awans na Mistrzostwa Świata 2025 |
| srebro  | Argentyna     | Awans na Mistrzostwa Świata 2025 |
| brąz    | Kolumbia      | Awans na Mistrzostwa Świata 2025 |
| 4.      | Chile         |                                  |
| 5.      | Peru          |                                  |

## Nagrody indywidualne
| MVP                | Najlepsze blokujące               | Najlepsza atakująca | Najlepsze przyjmujące           | Najlepsza rozgrywająca | Najlepsza libero |
| ------------------ | --------------------------------- | ------------------- | ------------------------------- | ---------------------- | ---------------- |
| Gabriela Guimarães | Thaísa Menezes Candelaria Herrera | Kisy Nascimento     | Gabriela Guimarães Amanda Coneo | Roberta Ratzke         | Nyeme Costa      |